# 东旺胡同
39°56′14″N 116°24′38″E / 39.9370858°N 116.4104531°E

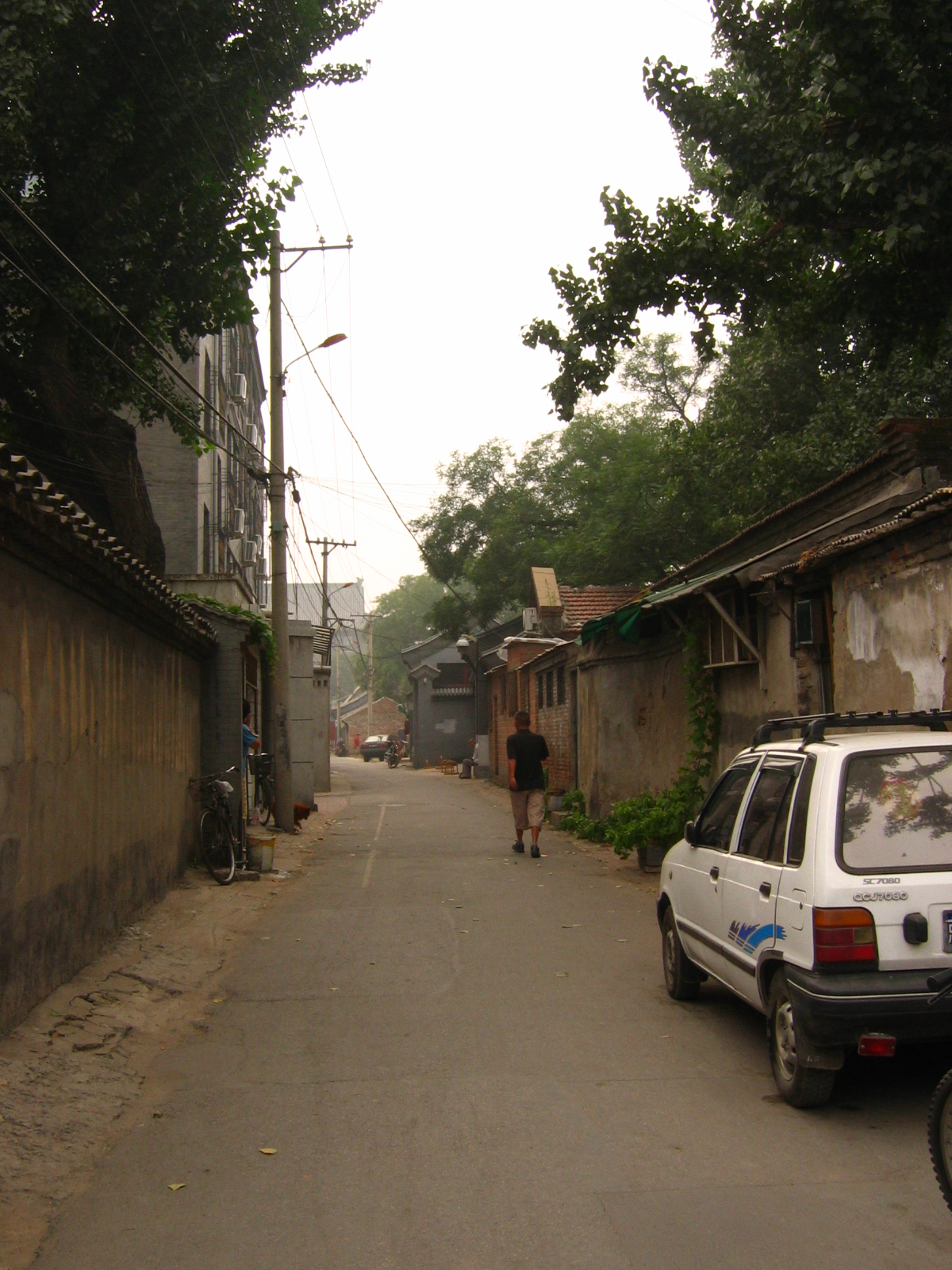
东旺胡同

东旺胡同位于北京市东城区交道口交道口南大街东侧，胡同走向为东西走向。东起北剪子巷，西至交道口南大街，平行府学胡同之北、大兴胡同之南，中与文丞相胡同相交。全长275米，宽4米。
东旺胡同，原名马将军胡同。1965年改称东旺胡同。胡同内有府学胡同小学，其他为居住用民房。
目前周边胡同商业化潮流尚未涉及东旺胡同，故属胡同风貌保存较良好。但该胡同内多处四合院为推倒旧房后重新盖起，故现在胡同面貌以不同往日
北京城隍庙位于东旺胡同11号，即大兴胡同18号（同一院两个门分别位于两条胡同）。